# Agrostis vinealis
Agrostis vinealis là một loài thực vật có hoa trong họ Hòa thảo. Loài này được Schreb. mô tả khoa học đầu tiên năm 1771.